# Philip Erenberg
Philip Erenberg (n. 16 martie 1909, Lojeŭ⁠(d), gubernia Minsk⁠(d), Imperiul Rus – d. 2 februarie 1992, West Hollywood, California, SUA) a fost un gimnast artistic ce a reprezentat Statele Unite ale Americii, medaliat olimpic. A participat la o ediție a Jocurilor Olimpice (1932) în care a câștigat o medalie de argint.

## Participări
Lista de mai jos prezintă principalele competiții la care a participat Philip Erenberg de-a lungul carierei.
- gymnastics at the 1932 Summer Olympics – men's Indian clubs[*]